# Bacchus (pictură de Leonardo da Vinci)
Bacchus este o pictură realizată de Leonardo da Vinci între anii 1510 și 1515, aflată la Muzeul Luvru din Paris. Deteriorările au făcut ca picturii să-i fie recunoscut cu greu artistul.